# Nakatsugawa
Nakatsugawa (中津川市?, Nakatsugawa-shi) è una città giapponese della prefettura di Gifu.